# Biff Byford
Pour les articles homonymes, voir Byford.
Peter Rodney "Biff" Byford, né le 15 janvier 1951, à Honley (en), est un chanteur britannique de metal et chanteur principal du groupe Saxon,.

## Biographie

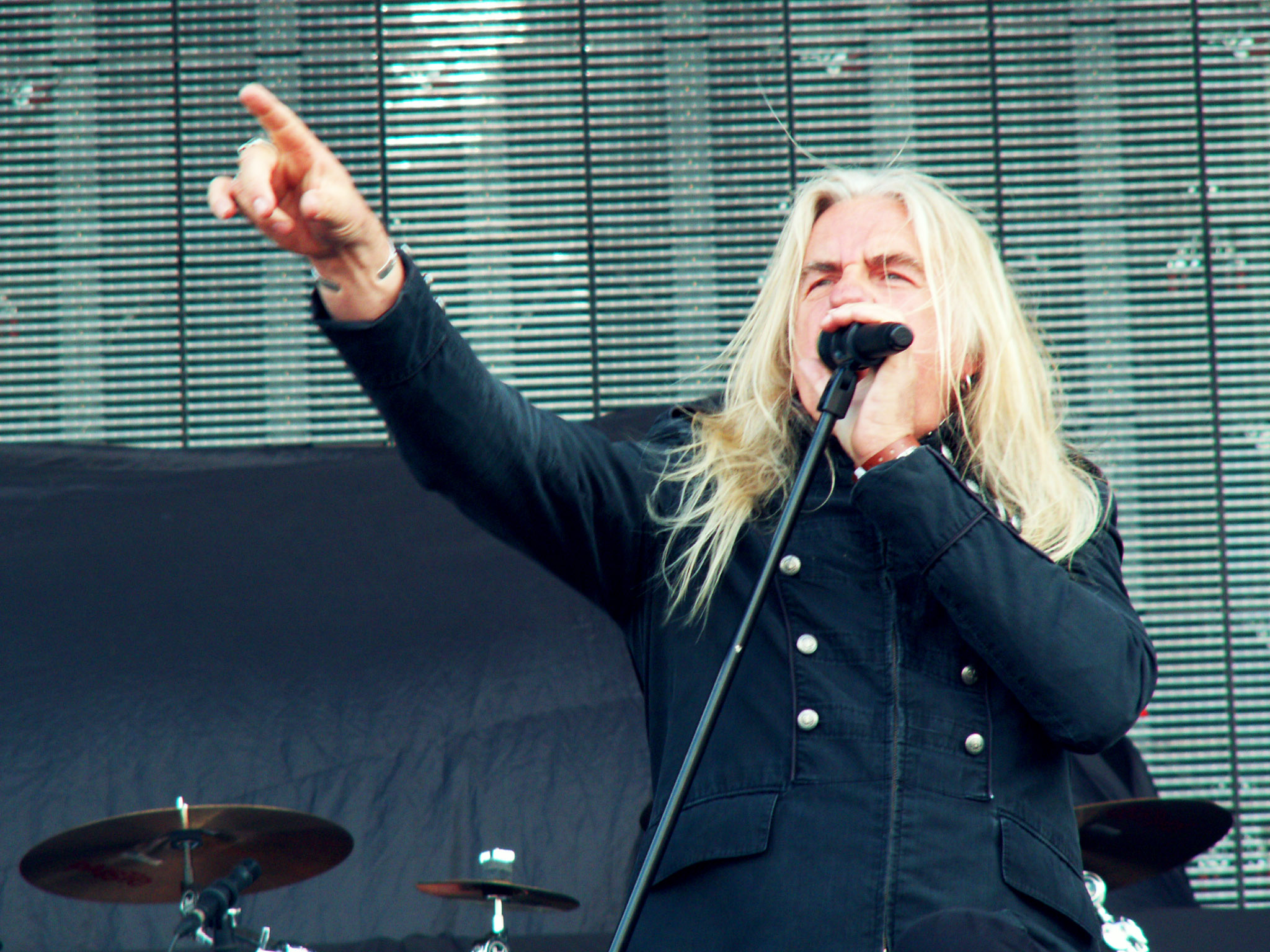
Biff Byford au Hellfest 2010

En 2010, il a soutenu un mouvement visant à faire reconnaître le heavy metal comme religion au Royaume-Uni.

## Discographie

### Albums studio
- 2019 - School of Hard Knocks / Welcome to the Show (Célibataire)
- 2020 - Me and You / Scarborough Fair (Célibataire)
- 2020 - School of Hard Knocks (Silver Lining Music)
- 2021 - Heavy Water (avec son fils SEB)
- 2021 - Spin the Wheel (Diviser)

## Apparitions d'invités et autre travail

### Avec Air Pavillon
- Kaizoku (1989) - chant sur "She's Hot Stuff"

### Avec Fastway
- Bad Bad Girls (1990)

### AvecFreedom Call
- Taragon (1999) - narration sur "Tears of Taragon (Story Version)"
- Live Invasion (2004)

### AvecDestruction
- Inventor of Evil (2005) - chant sur "The Alliance of Hellhoundz" (avec Peter 'Peavy' Wagner de Rage, Messiah Marcolin de Candlemass, Shagrath de Dimmu Borgir, Paul Di'Anno de Iron Maiden, Peter Tägtgren de Hypocrisy, Björn Strid de Soilwork, Mark Osegueda de Death Angel, Doro, Harry Wilkens, Ferdy Doemberg et V.O. Pulver)

### Avec Blitzkrieg
- Theatre of the Damned (2007) - Coproducteur

### AvecHelloween
- Gambling with the Devil (2007) - création orale sur "Crack the Riddle"
- 7 Sinners (2010) - création orale sur "Who is Mr. Madman?'

### AvecDoro
- Celebrate – The Night of the Warlock (2008) – chant sur "Celebrate" (piste n°2)
- Fear No Evil (2010)
- Strong and Proud - 30 Years of Rock and Metal (2016)

### AvecHammerFall
- No Sacrifice, No Victory (2009)

### Avec Pharao
- Road to Nowhere (2010)

### AvecBullet
- Highway Pirates (2011)

### Avec Crimes of Passion
- To Die For (2011)

### AvecMetallica
- Paris Magnetic (2009)
- December 5, 2011: The Fillmore, San Francisco, California (2011)

### AvecAvantasia
- The Mystery of Time (A Rock Epic) (2013)

### Avec Schubert In Rock
- Schubert In Rock (2013)

### AvecMotörhead
- Ronnie James Dio – This Is Your Life (2014) - chant sur "Starstruck" (piste n°6)
- Under Cover (2017)

### Avec The Scintilla Project
- The Hybrid (2014)

### Avec C.O.P UK
- Kiss of an Angel (2015)

### Avec Wolfpakk
- Wolves Reign (2017)

### AvecAmon Amarth
- The Great Heathen Army (2022) - chant sur "Saxons and Vikings" (piste n°7)

### AvecGirlschool
- WTFortyFive? (2023) - chant sur "Born to Raise Hell" (avec Duff McKagan de Guns N'Roses, Neurotic Outsiders, Velvet Revolver et Walking Papers et Phil Campbell de Motörhead, Persian Risk et Phil Campbell and The Bastards Sons)

### AvecMichael Schenker Group
- My Years with UFO (2024) - chant sur "This Kids"

### Avec Dirkschneider
- Balls to the Wall Revisited (2025) - chant sur "London Leatherboys"

## Notes et références

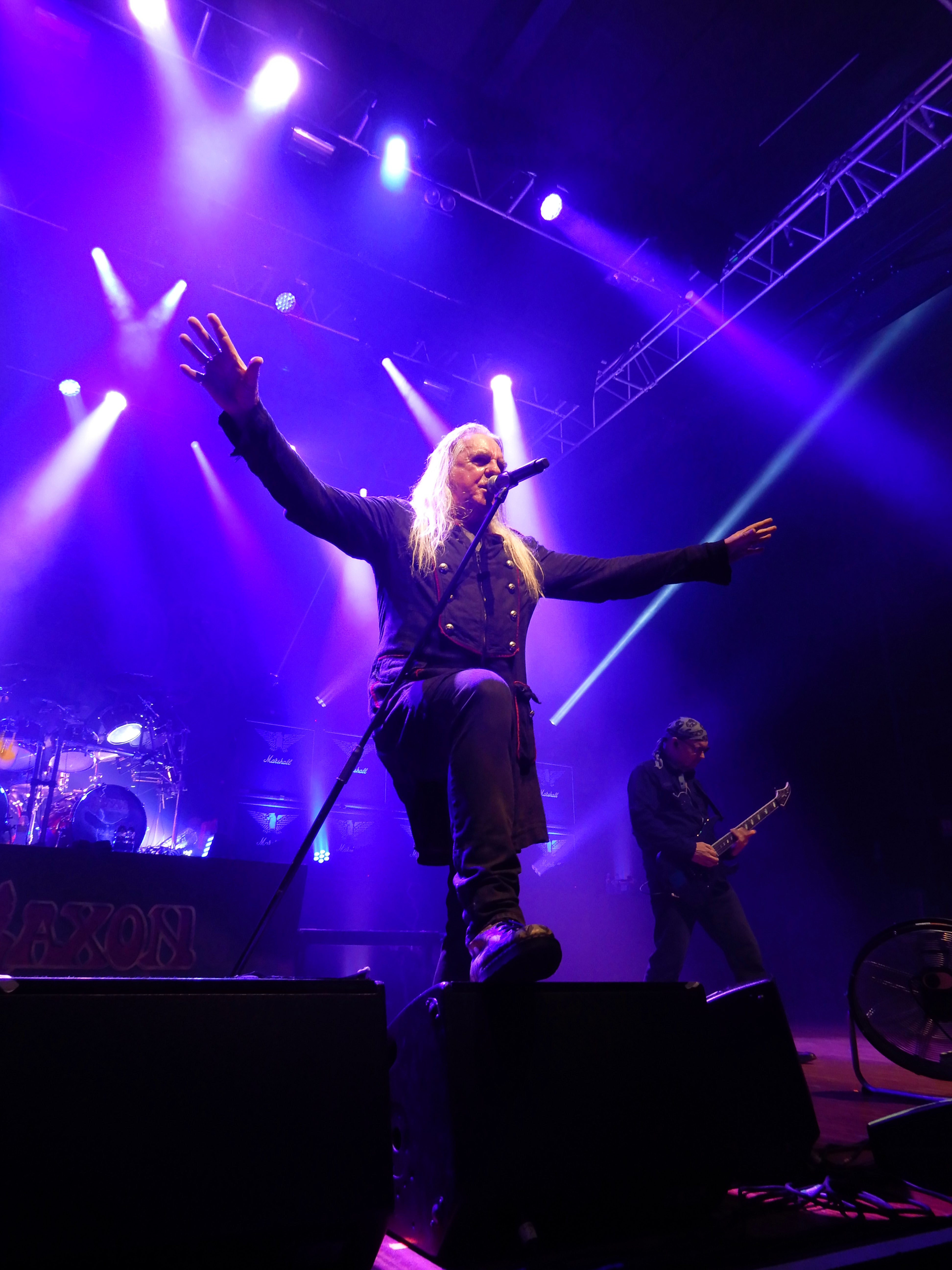
Biff Byford au Bikini de Toulouse en octobre 2018.